# I. e. 307
Évszázadok: i. e. 5. század – i. e. 4. század – i. e. 3. század
Évtizedek: i. e. 350-es évek – i. e. 340-es évek – i. e. 330-as évek – i. e. 320-as évek – i. e. 310-es évek – i. e. 300-as évek – i. e. 290-es évek – i. e. 280-as évek – i. e. 270-es évek – i. e. 260-as évek – i. e. 250-es évek
Évek: i. e. 312 – i. e. 311 – i. e. 310 – i. e. 309 –  i. e. 308 – i. e. 307 – i. e. 306 – i. e. 305 – i. e. 304 – i. e. 303 – i. e. 302

## Események

### Makedón Birodalom
- Antigonosz békét köt Szeleukosszal.
- Antigonosz Szíriában megalapítja Antigonia városát.
- Antigonosz fia, Démétriosz Poliorkétész 250 hajóval Athénba hajózik és elűzi a Kasszandrosz által 10 évvel korábban odahelyezett despotát, Phaléroni Démétrioszt, aki Alexandriába menekül. Visszaállítják a régi athéni alkotmányt és a polgárok Antigonoszt és Démétrioszt "isteni megmentő" címmel (theoi szoteresz) tüntetik ki.
- Ptolemaiosz Phaléroni Démétriosz segítségével megalapítja Alexandriában a Muszeiont; száz tanárát állami fizetéssel látja el.
- Pürrhosz elfoglalja Épeirosz trónját és szövetséget köt sógorával, Démétriosz Poliorkétésszel.

### Itália
- Agathoklész a szicíliai helyzet miatt kénytelen visszatérni Szürakuszaiba. Akragasz városa befogadta a Szürakuszai kudarcot vallott ostromából menekült punokat és görög zsoldosokat és kezdte elfoglalni a szícilai városokat. Agathoklész csellel elfoglalja és elpusztítja Segestát, visszafoglal néhány várost, de ellenfelei túlereje miatt kerüli a csatát. Októberben visszatér Észak-Afrikába, ahol fiai gondjára hagyott csapatai súlyos vereségeket szenvedtek. Megtámadja a karthágóiak táborát, de visszaverik, líbiai szövetségesei elhagyják, így visszamenekül Szicíliába.
- Rómában Appius Claudius Caecust (akinek le kellett mondania censori tisztségéről) és Lucius Volumnius Flamma Violenst választják consulnak. A fővezérséget viszont a senatus (Claudius tiltakozása ellenére) az etruszk háború hősére, Quintus Fabius Maximus Rullianusra bízza proconsulként.
- Fabius Allifaenél legyőzi a szamniszokat és a hadifoglyok közül a hernicusokat (akik formálisan Róma szövetségesei voltak) fogságba veti. Bánásmódja nagy felháborodást vált ki a hernicusoknál.
- Volumnius a szamniszokkal szövetséges sallentinusokkal szemben ér el sikereket.[1]

### Kína
- Csao állam királya, Csao Vu-ling megreformálja hadseregét, bevezeti a könnyebb mozgást biztosító ruházatot és a lóhátról való nyilazást.

## Fordítás
- Ez a szócikk részben vagy egészben  a(z)   307 BC című angol Wikipédia-szócikk ezen változatának fordításán alapul.  Az eredeti cikk szerkesztőit annak laptörténete sorolja fel. Ez a jelzés csupán a megfogalmazás eredetét és a szerzői jogokat jelzi, nem szolgál a cikkben szereplő információk forrásmegjelöléseként.